# アラン (海防戦艦)

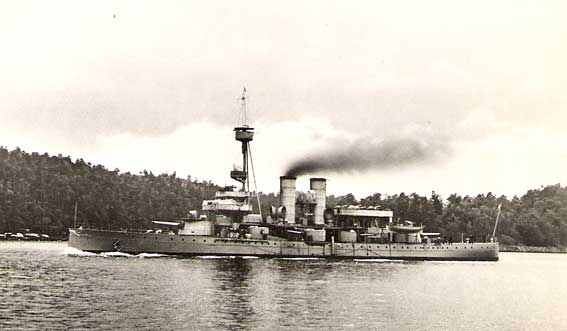
「アラン」

アラン (Äran) はスウェーデン海軍の海防戦艦。アラン級。艦名は第一次ロシア・スウェーデン戦争時の戦列艦から引き継いでいる。
イェーテボリのリンドホルメン造船所で建造。1899年起工。1901年8月14日進水。命名の際にオスカル2世がシャンパンの瓶を艦首にぶつけたのだが、ある司教が命名時の酒の使用を問題視し、以後そのようなことは行われなくなったという。1902年9月7日竣工。
基準排水量3650トン、満載排水量3735トン、全長89.7m、水線長87.5m、最大幅15.02m、計画吃水5.02m。艦隊司令部用施設や、冬季運用用の暖房を備えた。
主砲はボフォース44口径21cmM/98型砲2門で、艦前後の単装砲塔に搭載。副砲はボフォース44口径15.2cmM/98型速射砲6門を単装砲塔で搭載した。他の兵装はフィンスポング55口径57mmM/89b型砲10門とアームストロング・ホイットワース45,7cmM/99型水中魚雷発射管2門。
主機はモータラ製直立3気筒3段膨張蒸気往復動機関2基、主缶はヤーロー水管缶8基で、出力5500指示馬力。2軸推進で計画速力16.5ノット。公試では16.87ノットを発揮した。航続距離は12ノットで3000浬。
装甲はKCで厚さは水線装甲帯が最大175mm、主砲バーベットと前楯190mm、側楯と後楯140mm、副砲バーベット100mm（ニッケル鋼とも）、前楯125mm、後楯60mm、シタデル175mm（ボフォース製とも）、司令塔175mm。甲板は11.5mm厚鋼板2枚＋25mm装甲鈑（普通鋼）。
1906年8月、リーヴォ湾在泊中に荒天で走錨し、海防戦艦「ドリスティゲーテン」によって安全な場所へと曳航された。
1906年からアラン級4隻には前檣の三脚檣化とそこへの2m測距儀搭載がなされた。
1914年、海防戦艦「タッペレーテン」が座礁し、「アラン」と海防戦艦「ヴァーサ」などによる牽引が試みられているが失敗に終わっている。1919年、「アラン」以下の艦隊がイェヴレに入港した際、水兵がそこの祭りに参加したが、乱闘騒ぎとなった。日本の夏祭りが元だという祭りの名前から、このことは「ニッポン戦争」呼ばれたという。1933年、予備艦となる。

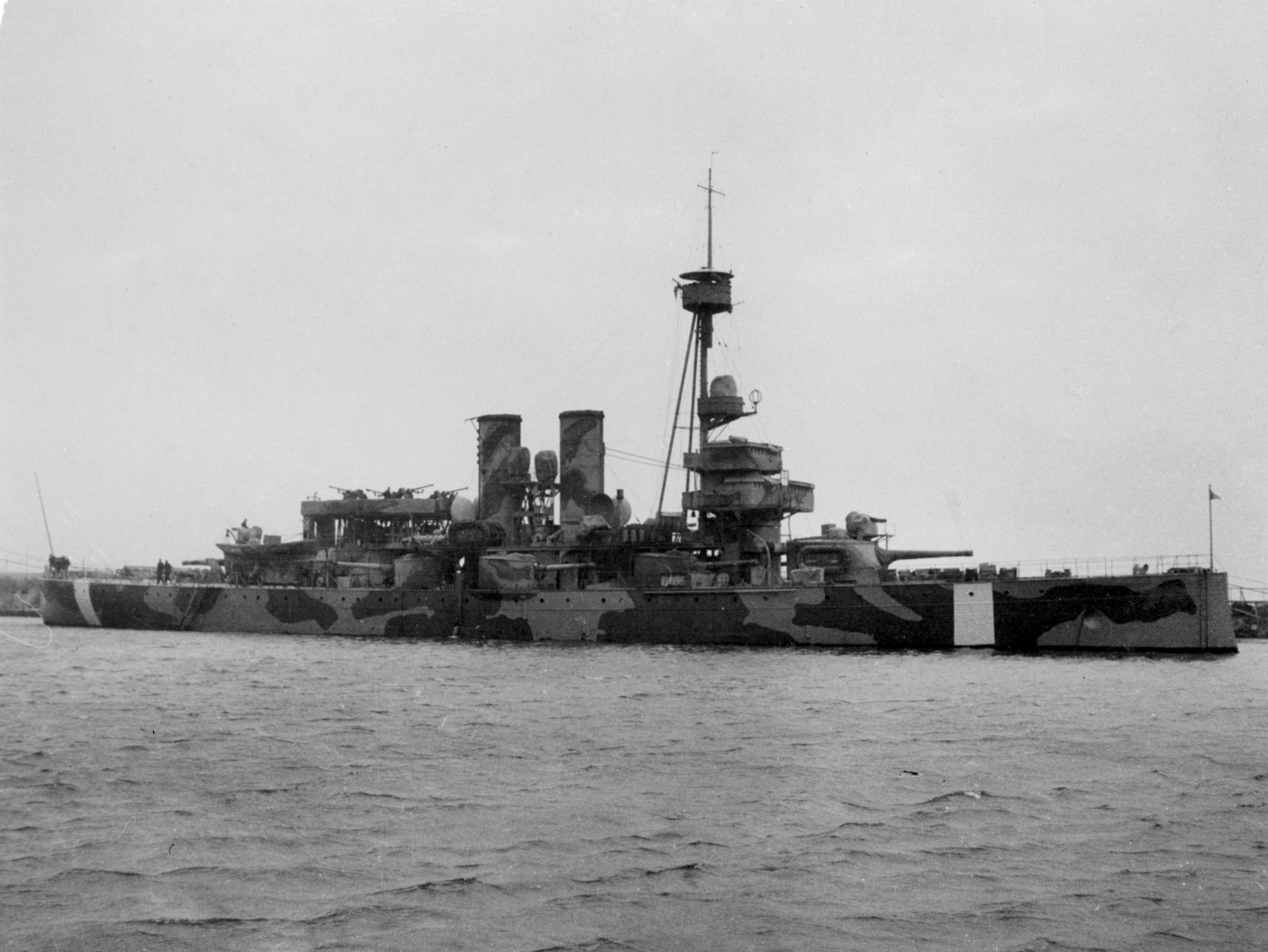
第二次世界大戦中の「アラン」。船体前部の白塗り箇所は中立国であることを示すものである。

第二次世界大戦が勃発すると再就役することになり、近代化改装を受けた後、オーランド海域戦隊旗艦を務めたりマルメーの防空に従事したりした。
近代化改装では元の57mm砲が撤去され、同砲の高角砲型のM/38型高角砲4門や、ボフォース60口径40mmM/36型機関砲2門、ボフォース25mmM/32型機銃2挺、カール・グスタフ8mmM/36型機銃単装2基、連装1基（連装2基とも）が搭載された。また、魚雷発射管が撤去された。
1947年6月13日除籍。その後浮桟橋とされ、1968年11月1日にファルケンベリ沖に沈められた。